# Мокрый луг
«Мокрый луг» — картина русского художника Фёдора Васильева (1850—1873), написанная в 1872 году. Картина является частью собрания Государственной Третьяковской галереи (инв. 905). Размер картины — 70 × 114 см.

## Описание
Художник изобразил момент изменения погоды: по небу плывут тучи, но слева уже светлеет. На переднем плане — омытый дождём луг, на заднем плане находятся несколько деревьев. Свежесть живописи и точность воссоздания атмосферы достигается использованием многочисленных оттенков зелёного цвета.

## История
В июле 1871 года Фёдор Васильев уехал в Крым, в надежде поправить состояние своего здоровья. Там же, не с натуры, а основываясь на своих зарисовках и впечатлениях, он написал картину «Мокрый луг», которая была закончена в 1872 году. В том же 1872 году картина участвовала в конкурсной выставке Общества поощрения художников и получила там почётную вторую премию среди ландшафтных произведений, а первую премию получила картина Ивана Шишкина «Сосновый бор. Мачтовый лес в Вятской губернии».
Перед выставкой Васильев писал Крамскому, что его картину собирался купить великий князь Николай Константинович. Тем не менее, картину удалось перекупить Павлу Третьякову, который приехал в Санкт-Петербург ещё до начала выставки.